# Heradida
Heradida is een geslacht van spinnen uit de familie mierenjagers (Zodariidae).

## Soorten
Het geslacht kent de volgende soorten:
- Heradida bicincta Simon, 1910
- Heradida extima Jocqué, 1987
- Heradida griffinae Jocqué, 1987
- Heradida loricata Simon, 1893
- Heradida speculigera Jocqué, 1987
- Heradida xerampelina Benoit, 1974